# Wuppertal
Wuppertal – miasto na prawach powiatu w Niemczech, w kraju związkowym Nadrenia Północna-Westfalia, w rejencji Düsseldorf. Leży na południe od Zagłębia Ruhry i w okolicy dużych miast: Düsseldorfu, Kolonii oraz Essen. Największe miasto regionu Bergisches Land. Liczy 358 876 mieszkańców (2022).

## Historia
Wuppertal powstał 1 sierpnia 1929 roku z połączenia siedmiu samodzielnych miasteczek: Elberfeld, Barmen, Cronenberg, Ronsdorf, Vohwinkel, Beyenburg i Lüttringhausen (obecnie dzielnica Remscheid). 
Nazwa miasta pochodzi od jego położenia w dolinie rzeki Wupper (Tal w języku niem. to „dolina”).
Poszczególne miasta wchodzące obecnie w skład Wuppertalu powstały około X–XI wieku. Rzemiosło hutnictwa żelaza i kwitnący przemysł włókienniczy oraz handel przyczyniły się do znacznego rozwoju miasta na przełomie XIX–XX wieku.
Naloty na Wuppertal w czasie II wojny światowej zniszczyły prawie całkowicie miasto, w szczególności ten przeprowadzony przez 611 maszyn RAF 29 maja 1943, w którym zginęło ok. 2 500, a rany odniosły tysiące osób.
W budynku komendy policji działało gestapo, które między innymi wysłało do obozów zagłady i gett około 1000 Żydów, którzy zostali zamordowani. Policjant Paul Kreber uratował kilka rodzin Sinti.

## Dzielnice
Wuppertal podzielony jest na dziesięć dzielnic:
| - 0 Elberfeld - 1 Elberfeld-West - 2 Uellendahl-Katernberg - 3 Vohwinkel - 4 Cronenberg | - 5 Barmen - 6 Oberbarmen - 7 Wichlinghausen - 8 Langerfeld-Beyenburg - 9 Ronsdorf |

## Polityka

### Współpraca międzynarodowa
Miejscowości partnerskie:
- Izrael: Beer Szewa
- Rosja: Jekaterynburg
- Słowacja: Koszyce
- Polska: Legnica
- Nikaragua: Matagalpa
- Francja: Saint-Étienne
- Meklemburgia-Pomorze Przednie: Schwerin
- Wielka Brytania: South Tyneside
- Berlin: Tempelhof-Schöneberg

## Gospodarka
Przemysł włókienniczy odgrywał ważną rolę gospodarczą w mieście, by stracić na znaczeniu w końcowych latach siedemdziesiątych przez globalizację rynku tekstylnego.
Znaczące przedsiębiorstwa w Wuppertalu to Bayer AG, Brockhaus, Glanzstoff, Herberts (obecnie DuPont), Vorwerk.

## Instytucje
Wśród ważniejszych instytucji wymienić należy Bergische Universität Wuppertal, Instytut ds. Energii, Klimatu i Środowiska, opera, teatr, kąpieliska (Schwimmoper) oraz aquapark, biblioteka miejska, zoo terenowe, Kościelna Szkoła Wyższa.

## Atrakcje turystyczne
Wuppertal słynie z podwieszanej kolei Wuppertaler Schwebebahn z lat 1898-1900.
Do magnesów turystycznych należą również:
- Von der Heydt-Museum, z kolekcją prac Hansa von Marées, impresjonistów i twórców XX wieku[5][6]
- Engels-Haus(inne języki) (muzeum w rodzinnym domu Friedricha Engelsa)[5]

## Sport
- SV Bayer Wuppertal – klub sportowy, w którego skład wchodzi m.in. sekcja piłki siatkowej
- Wuppertaler SV – klub piłkarski

## Osoby urodzone w Wuppertalu
- Arno Breker (1900−1991), rzeźbiarz, członek NSDAP
- Udo Dirkschneider (ur. 1952), niemiecki wokalista heavymetalowy
- Wilhelm Dörpfeld (1853−1940), archeolog
- Carl Duisberg (1861−1935), chemik i przemysłowiec
- Fryderyk Engels (1820−1895), współpracownik, przyjaciel i mecenas Karola Marksa
- Carl Grossberg (1894-1940), malarz Nowej Rzeczowości
- Jürgen Kuczynski (1904−1997), historyk ekonomii i radziecki agent
- Else Lasker-Schüler (1869−1945), poetka ekspresjonizmu narodowości żydowskiej
- Steffen Möller (jak podaje Wikipedia urodził się w Wolfhagen w 1969), niemiecki kabareciarz, aktor, satyryk
- Johannes Rau (1931−2006), premier Nadrenii-Westfalii w latach 1978-1998, prezydent RFN w latach 1999–2004
- Erich Ribbeck (ur. 1937), trener piłkarski, reprezentacji RFN 1998–2000
- Ferdinand Sauerbruch (1875−1951), lekarz, pionier torakochirurgii
- Alice Schwarzer (ur. 1942), feministka
- Richard Sukuta-Pasu (ur. 1990), piłkarz
- Horst Tappert (1923−2008), aktor
- Tom Tykwer (ur. 1965), reżyser, producent filmowy (m.in. „Biegnij Lola, biegnij”)
- Hans Günter Winkler (ur. 1926-2018), jeździec sportowy, złoty medal we Sztokholmie IO 1956

## Linki zewnętrzne

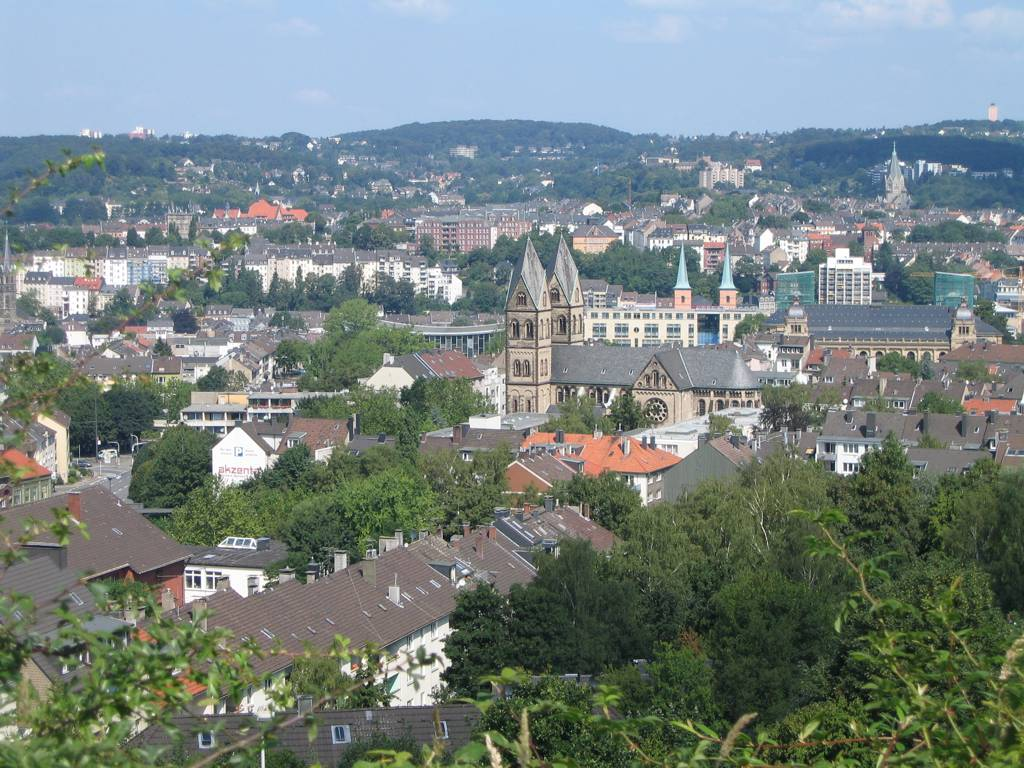
Wuppertal-Elberfeld
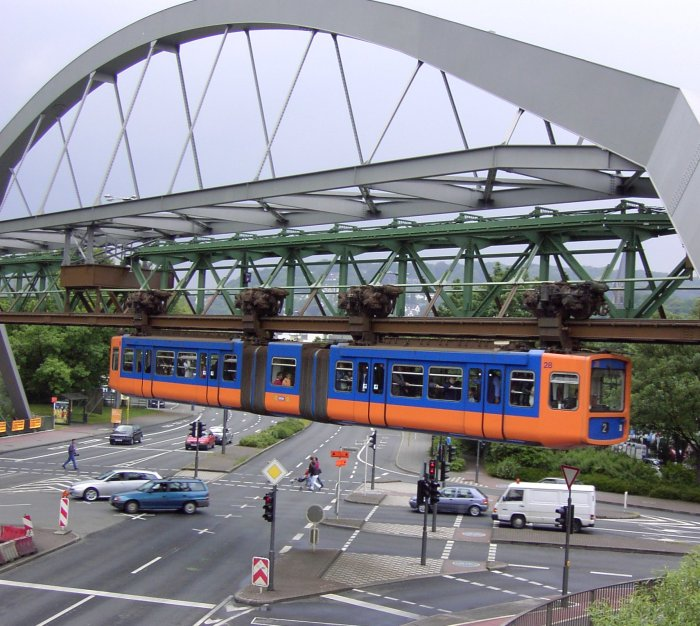
Kolej podwieszana nad ulicą
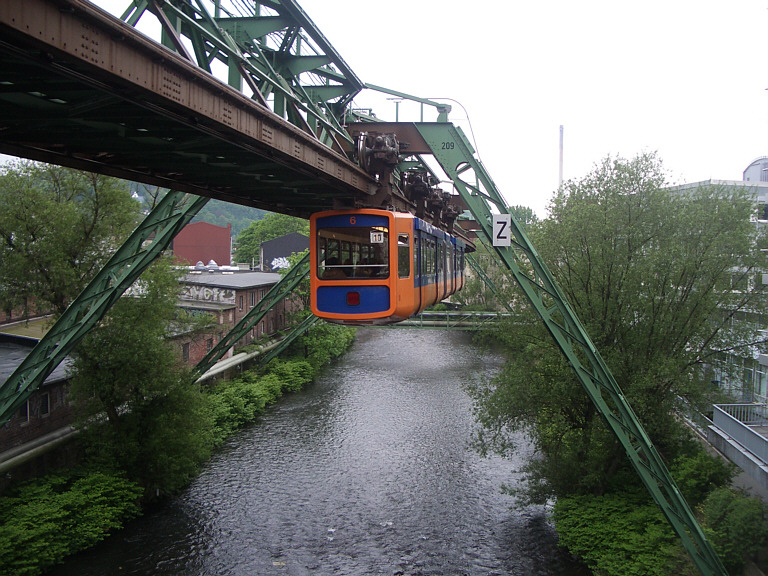
Pociąg kolei Schwebebahn nad rzeką Wupper